# Страхил Попов
Страхил Попов (болг. Страхил Попов, нар. 31 серпня 1990, Благоєвград) — болгарський футболіст, захисник та півзахисник клубу «Літекс».

## Клубна кар'єра
Розпочав свою кар'єру у клубі «Пірін» з рідного міста Благоєвград. У 2008 році Попов приєднався «Літекса» , проте до матчів основної команди майже не залучався, вийшовши на поле лише один раз. Через це 9 липня 2009 року Попов на правах оренди до кінця року перейшов в «Локомотив» (Мездра), а другу половину сезону 2009/10 провів також на правах оренди в команді «Монтана».
Влітку 2010 року Попов повернувся в «Літекс». Він провів лише три матчі протягом наступного сезону, проте став регулярним гравцем першої команди в сезоні 2011/12. 21 березня 2012 року Попов був вперше у своїй професійній кар'єрі був вилучений з поля. Сталося це в матчі чемпіонату проти «Бероє» (1:1). 21 липня 2013 року Попов забив свій перший гол за «Літекс» і допоміг команді розгромити в чемпіонаті «Нефтохімік» (4:1). Того ж сезону він забив і другий гол за «Літекс», який приніс команді перемогу 2:1 над «Славією» 7 грудня.
3 серпня 2014 року Попов був призначений новим капітаном клубу «Літекс». Шість днів потому, він забив свій третій гол за «Літекс» у матчі проти «Ботева» (3:3). Наприкінці того ж року Попов був обраний Найкращим гравцем «Літекса» у 2014 році. Наразі встиг відіграти за команду з Ловеча 124 матчі в національному чемпіонаті.

## Виступи за збірні
2008 року дебютував у складі юнацької збірної Болгарії, взяв участь у 8 іграх на юнацькому рівні, відзначившись 2 забитими голами.
Протягом 2009–2014 років залучався до складу молодіжної збірної Болгарії. На молодіжному рівні зіграв у 6 офіційних матчах, забив 1 гол.
В березні 2014 року вперше був викликаний до лав національної збірної Болгарії на товариський матчі проти збірної Білорусі, проте на поле так і не вийшов, залишившись на лаві запасних. Дебютував у національній збірній 23 травня 2014 року товариському матчі проти збірної Канади (1:1).
2014 року дебютував в офіційних матчах у складі національної збірної Болгарії. Наразі провів у формі головної команди країни 1 матч.

## Досягнення
- Чемпіон Болгарії (1):

«Литекс»: 2011
- Володар Кубка Болгарії (1):

«Литекс»: 2009
- Володар Суперкубка Болгарії (1):

«Литекс»: 2010